# Parpary
Parpary (Duits: Parpahren) is een dorp in de Poolse woiwodschap Pommeren. De plaats maakt deel uit van de gemeente Sztum en telt 210 inwoners.